# Metaphalangium abstrusus
Metaphalangium abstrusus is een hooiwagen uit de familie echte hooiwagens (Phalangiidae).